# Герб Славгорода
Герб Славгорода — официальный символ города Славгорода и Славгородского района наряду с флагом. Символы утверждены Указом № 1 Президента Республики Беларусь от 3 января 2005 года.

## История

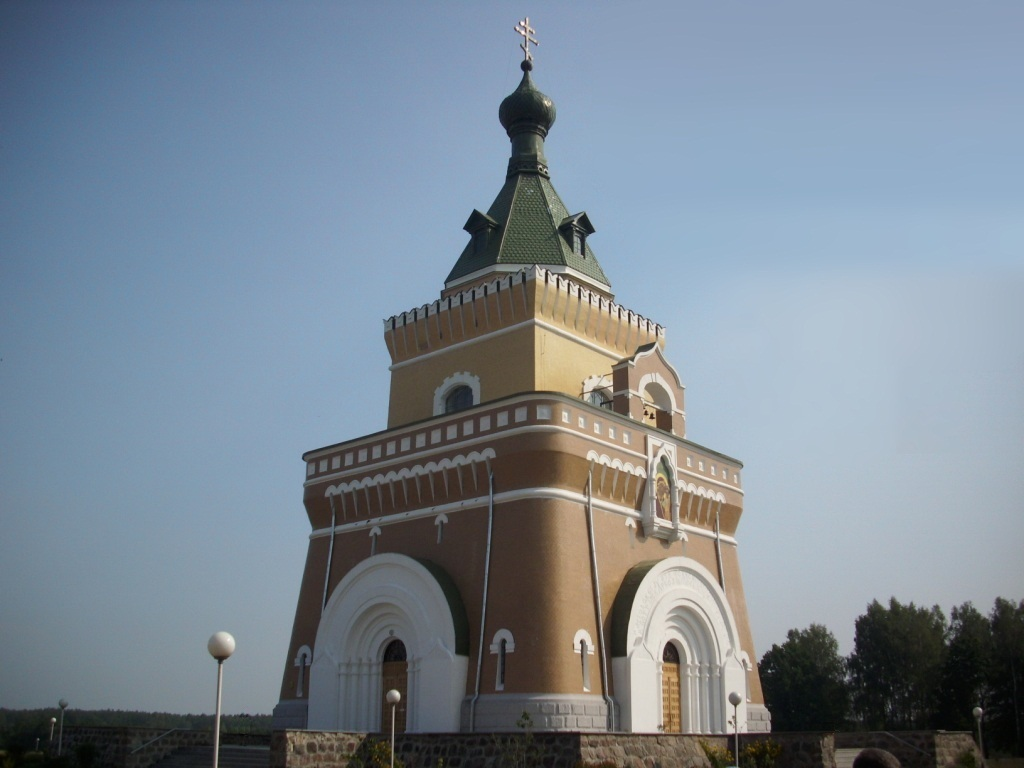
Свято-Петро-Павловская часовня в деревне Лесная

28 сентября 1708 года во время Северной войны вблизи деревни Лесная русские войска под командованием Петра I разбили шведский корпус генерала Адама Левенгаупта. Тем самым были сорваны планы похода шведского короля Карла XII на Москву. Пётр I назвал эту победу «матерью Полтавской победы».
В 1908 году в ознаменование 200-летнего юбилея победы при Лесной царское правительство приняло решение увековечить место гибели русских воинов. Был заложен каменный храм, прототип Петровской деревянной церкви. Храм был построен в русском стиле, его открытие состоялось 12 июля 1912 года в день праздника святого Петра. Этот храм-памятник и изображён на гербе Славгорода.

## Описание
Герб города Славгорода и Славгородского района представляет собой изображение на голубом поле испанского щита золотой часовни. Мемориальная часовня отражает яркое событие района. Голубая эмаль щита олицетворяет реки Проню и Сож, у слияния которых возник город.